# HD 211797
HD 211797，又名BD+37 4537，SAO 72228、HR 8510，是一颗恒星，视星等为6.17，位于銀經92.44，銀緯-15.91，其B1900.0坐标为赤經22h 14m 33s，赤緯+37° -15.91′ 1″。